# Ґодзілла проти Руйнівника
«Ґодзілла проти Руйнівника» (яп. ゴジラVSデストロイア, ґодзіра тай десутуроя) — японський кайдзю-фільм 1995 року. Це двадцять другий фільм про гігантського динозавра Ґодзіллу і перший і єдиний про гігантського ракоподібного Руйнівника. Касові збори  фільму склали ¥2 млрд ($20 млн) при бюджеті в ¥1 млрд ($10 млн).

## Сюжет
На початку фільму острів Баас, на якому жили Ґодзілла та Малюк Ґодзілла. Пізніше Ґодзілла, тіло якого тепер розжарене, нападає на Гонконг. Вчені розуміють, що Ґодзілла — це живий ядерний реактор, який може вибухнути будь-коли. Щоб запобігти вибуху, Ґодзіллу заморожують за допомогою Супер Ікс-3. Це допомагає, але лише на деякий час.
Тим часом один вчений винаходить мікрокисень. Мікрокисень нагадує руйнівник кисню, за допомогою якого було вбито першого Ґодзіллу, але вчений заявляє, що буде використовувати його лише в мирних цілях. Однак за допомогою мікрокисню стародавні мікроскопічні ракоподібні мутують в великих монстрів, які пізніше об'єднуються і стають гігантським Руйнівником. Влада вирішує натравити Ґодзіллу на Руйнівника, використовуючи Ґодзіллу молодшого, як приманку. Ґодзілла молодший спочатку перемагає меншу форму Руйнівника. З'являється Ґодзілла і починається битва. В ході битви фінальна форма Руйнівника вбиває Ґодзіллу молодшого, а Ґодзілла старший, побачивши це, нагрівається до температури +1200°. Він вибухає, знищуючи Руйнівника, а Супер Ікс-3 контролює розпад, зводячи до мінімуму руйнування від вибуху. Однак в кінці фільму Ґодзілла молодший встає і ричить. Виявляється, що Ґодзілла передав йому свою енергію, і Ґодзілла молодший тепер став новим Ґодзіллою.

## Кайдзю
- Палаючий Ґодзілла
- Руйнівник
- Ґодзілла молодший

## В ролях
- Ясуфумі Хаясі — Кен'іті Ямане
- Йоко Ісіно, — Юкарі Ямане
- Мегумі Одака — Мікі Саегуса
- Такуро Тацумі — Кенсаку Ідзюін
- Акіра Накао — генерал Асо
- Момоко Коті — Еміко Ямане
- Сабуро Сінода — професор Фукудзава
- Такехіро Мурата — редактор Юкарі
- Кемпатіро Сацума — Ґодзілла

Актор Кемпатіро Сацума грав Ґодзіллу у цьому фільмі в останній раз.

## Продовження
Спочатку кінокомпанія Toho збиралася зняти ще один фільм, головним героєм якого був би Ґодзілла молодший. Але в зв'язку зі смертю режисера Ісіро Хонди в 1993 році, який зняв ще перший фільм про Ґодзіллу, а також касових провалів фільмів «Ґодзілла проти Мехаґодзілли 2» і «Ґодзілла проти Спейсґодзілли» серію фільмів епохи Хейсей вирішено було завершити фільмом «Ґодзілла проти Руйнівника». Як і у випадку з фільмом «Терор Мехаґодзілли», Toho не збиралися припиняти випуск фільмів про Ґодзіллу. Перерву було взято в зв'язку з тим, що на той момент в США компанія TriStar готувалася випустити свою серію фільмів про Ґодзіллу, а Toho планували відновити роботу в 2004 році (до 50-річчя). Однак через те, що фільм 1998 року був негативно сприйнятий фанатами, Toho вирішили не чекати до 2004 року. Незважаючи на це, деякі фанати вважають, що фільм «Ґодзілла: Міленіум» є продовженням цього, і в ньому показаний Ґодзілла молодший, який уже став дорослим. Інші кажуть те ж саме про фільм «Ґодзілла: Фінальні війни».

## Випуск на DVD
Фільм був випущений Sony на DVD в 2000 році на одному диску з фільмом «Ґодзілла проти Спейсґодзілли».